# Pico das Dez
O Pico das Dez é uma elevação portuguesa localizada na freguesia açoriana de Santa Bárbara, concelho de Angra do Heroísmo, ilha Terceira, arquipélago dos Açores.
Este acidente montanhoso encontra-se geograficamente localizado na parte Oeste da ilha Terceira, eleva-se a 461 metros de altitude acima do nível do mar e encontra-se intimamente relacionado com a formação geológica dos contrafortes do vulcão da Serra de Santa Bárbara do qual faz parte, fazendo com esta montanha parte da maior formação geológica da ilha Terceira que se eleva a 1021 metros acima do nível do mar e faz parte do conjunto montanhoso denominado como Serra de Santa Bárbara.
Localiza-se junto à estrada que leva à Lagoa das Patas ou da Falca e dos Viveiros da Falca, entre as freguesias das Doze Ribeiras e de Santa Bárbara, próximo da Ribeira das Nove, curso de água este que tem inicio a um cota de 700 metros de altitude nas encostas da Serra de Santa Bárbara.